# П'єр Огюст Кот
П'єр Огюст Кот (фр. Pierre Auguste Cot; 17 лютого 1837, Бедар'є, Лангедок-Русійон — 2 липня 1883, Париж) — французький художник, представник академізму.

## Навчання
Спочатку навчався живопису в Школі образотворчих мистецтв у Тулузі, потім продовжив навчання в Паризькій Школі образотворчих мистецтв. Його вчителями були Леон Коньє, Александр Кабанель та Адольф Вільям Бугро.
Похований на цвинтарі Пер-Лашез.

## Творчість
Основною темою творів П'єра Огюста Кота були міфологічні сюжети. Крім того, художник завоював широку популярність своїми портретами.
Учасник багатьох виставок. Був членом журі фестивалів живопису Паризького салону та Римської премії. 1874 року йому було присвоєно звання Кавалера ордена Почесного легіону.
Полотна П'єра Огюста Кота нині знаходяться в колекціях багатьох музеїв світу, зокрема в Музеї Фабра (Монпельє, Франція), Вульвергемптонській галереї мистецтв (Вулвергемптон, Англія), Метрополітен-музеї, (Нью-Йорк), Музеї Чі Мей (Тайнань, Тайвань)
Серед його учениць були Еллен Гейл і Анна Елізабет Клюмпке.

## Вибрані роботи
- Діонісія, (1870)
- Мить для роздумів, чи Офелія, (1870)
- Циганка (La Bohémienne), (1871)
- Весна (Les Printemps), (1873)
- Буря (La Tempête), (1880)
- Портрет пані Мас (Portrait de Madame Mas), (1882)

|       |
| Весна |

|      |
| Буря |

|                          |
| Молоді вуличні музиканти |

|                                         |
| Дівчина з кошиком апельсинів та лимонів |

|                              |
| Мить для роздумів, чи Офелія |